# 陳斌生
陳斌生（Tan Bin Shen，1984年1月24日—），馬來西亞男子羽毛球運動員，現為香港羽毛球雙打教練。

## 簡歷
2008年，陳斌生與顏德財一同申請退出馬來西亞國家羽毛球隊。二人在翌年的馬來西亞羽毛球公開賽中，首次在贊助商的支持下以自由人身份參加比賽；同年7月，他們在澳洲羽毛球公開賽中首次合作贏得冠軍。
2011年，陳斌生與顏德財當時的男雙世界排名為24位，按排名理應獲參加世界羽毛球錦標賽的資格，但大馬羽總卻決定讓排名比他們低的雲天豪與查基利出戰。事後，他們高調去信大馬奧理會，投訴大馬羽總的遴選程序不公平及不透明。

## 主要比賽成績
只列出曾進入準決賽的國際賽事成績：
| 年份   | 賽事                     | 公開賽級別 | 項目     | 拍檔        | 成績   |
| ------ | ------------------------ | ---------- | -------- | ----------- | ------ |
| 2005年 | 亞洲羽毛球錦標賽         | 其他       | 男子雙打 | 王順福      | 季軍   |
| 2007年 | 中國羽毛球大師賽         | 超級賽     | 男子雙打 | 王順福      | 準決賽 |
| 2009年 | 馬來西亞羽毛球黃金大獎賽 | 黃金大獎賽 | 男子雙打 | 顏德財      | 亞軍   |
| 2009年 | 澳洲羽毛球大獎賽         | 大獎賽     | 男子雙打 | 顏德財      | 冠軍   |
| 2009年 | 紐西蘭羽毛球大獎賽       | 大獎賽     | 男子雙打 | 顏德財      | 準決賽 |
| 2010年 | 澳洲羽毛球大獎賽         | 大獎賽     | 男子雙打 | 顏德財      | 準決賽 |
| 2010年 | 印度羽毛球大獎賽         | 大獎賽     | 男子雙打 | 顏德財      | 亞軍   |
| 2012年 | 保加利亞羽毛球國際賽     | 國際挑戰賽 | 男子雙打 | 罗伯·布莱尔 | 冠軍   |
| 2012年 | 瑞士羽毛球國際賽         | 國際挑戰賽 | 男子雙打 | 温杜斯      | 準決賽 |
| 2012年 | 愛爾蘭羽毛球國際賽       | 國際系列賽 | 男子雙打 | 罗伯·布莱尔 | 準決賽 |
| 2012年 | 土耳其羽毛球國際賽       | 國際系列賽 | 男子雙打 | 罗伯·布莱尔 | 冠軍   |
| 2013年 | 斯洛伐克羽毛球公開賽     | 未來系列賽 | 男子雙打 | 奥利弗·沙勒 | 亞軍   |
| 2013年 | 蘇格蘭羽毛球大獎賽       | 大獎賽     | 男子雙打 | 罗伯·布莱尔 | 準決賽 |

| 2007-2017年 | 首要超級賽 | 超級賽 | 黃金大獎賽 | 大獎賽 | 國際挑戰賽 | 國際系列賽 | 未來系列賽 | 其他 |

| 2018-2026年 | 總決賽 | 超級1000賽 | 超級750賽 | 超級500賽 | 超級300賽 | 超級100賽 | 國際挑戰賽 | 國際系列賽 | 未來系列賽 | 其他 |

### 奧運會和世錦賽參賽紀錄
|          | 搭檔   | 2005 | 2006 | 2007 | 2008 | 2009 | 2010 |
| -------- | ------ | ---- | ---- | ---- | ---- | ---- | ---- |
| 男子雙打 | 王順福 | 16強 | －   | 64強 | －   | －   | －   |
| 男子雙打 | 顏德財 | －   | －   | －   | －   | －   | 32強 |
|          |        |      |      |      |      |      |      |
| 混合雙打 | 黃宇航 | －   | －   | 32強 | －   | －   | －   |